# 魯德卡河 (霍羅爾河左支流)
魯德卡河（烏克蘭語：Рудка），是烏克蘭的河流，位於該國中部波爾塔瓦州，屬於普肖爾河的支流，發源自大拜拉克，流經米爾哥羅德區，河道全長13公里，流域面積115平方公里。